# Lustorp
Lustorp är en by i Köinge socken,  Falkenbergs kommun. Det geografiska läget helt intill sockengränsen till Svartrå för de gårdar som ligger nordligast har i gamla tider givit dem lov att bruka Svartrå sockenkyrka som "sin", och familjerna i Drejaregården hade till och med en egen reserverad bänk längst bak i denna kyrka.
På byns utmarker, helt nära gränsen till Varbergs kommun ligger delar av Mjällbjärs naturreservat som innehåller ett tjugotal rödlistade eller på annat sätt intressanta arter.

## Historia
Lustorp finns omnämnt första gången 1569  och har sedan den danska tiden bestått av tre gårdar , men vid upprättandet av den första svenska jordeboken 1646 gjorde en skrivare fel och satte av misstag upp Lustorp #1 Lars Bengtsgård två gånger  och efter vilket Lustorp i kameralt hänseende fortsättningsvis ansetts bestå av fyra gårdar (se vidare nedan under Lustorp #4).
Lustorp #1 med jordeboksnamnet Lars Bengtsgård (kallas vanligen Larsagård) bestod från början av två gårdar  på ett helt mantal kronohemman. Lustorp #1 hade enligt jordeboken 1690 ingen åbo, ”intet att finna”. I mantalslängden 1772 står det att halva hemmanet Lustorp #1 var öde , i mantalslängden 1790 att en ej angiven del var öde. (När det i mantalslängden står att en gård var öde betyder det att jordbruket var så dåligt att ägaren inte förmådde betala skatt. Gården kunde mycket väl vara bebodd ändå.) År 1794 förmedlades Lustorp #1 från ett helt till 3/8 mantal. Laga skifte ägde rum 1875. Hemmanet var då 7/16 mantal och var delat lika mellan två brukare som båda fick bo kvar. Idag (2011) bildar Larsagård, tillsammans med flera granngårdar, en enda jordbruksenhet.
Lustorp #2 med jordeboksnamnet Per Månsgård bestod från början av två gårdar på ett helt mantal skattehemman. Den ena av gårdarna delades dock 1723 . År 1794 förmedlades Lustorp #2 från ett helt till ett halvt mantal. I domboken i detta sammanhang, och även i domboken 1804, kallas bönderna på Lustorp #2 för kronobönder. En förklaring till förändringen kan vara att åborna på hemmanet inte förmått betala sina skatter, och att de därför tvingats avstå sin äganderätt till Kronan. Laga skifte tillsammans med Lustorp #3 blev fastställt 1866, varvid en av de tre gårdarna tvangs att flytta från den gamla bytomten. År 1869 avstyckades även torpet Öarna efter vilket gårdarna var fyra till antalet vilket förhållande hållit sig långt in på 1900-talet. Idag (2011) är alla gårdar med ett undantag sammanslagna med andra brukningsenheter.
Lustorp #3 med jordeboksnamnet Anders Torbjörnsgård (kallas vanligen Drejaregården ) bestod från början av två gårdar  på ett helt mantal kronohemman. År 1839 delades den ena gården på två och senast år 1866  hade ur dessa båda gårdar genom klyvning bildats ytterligare två fastigheter. Från den andra av de båda ursprungliga gårdarna hade en del utan byggnader avstyckats cirka 1853 och lagt till en av gårdarna i Lustorp #1. Laga skifte tillsammans med Lustorp #2 blev fastställt 1866, varvid hemmanet hade inte mindre än sex olika ägare, dock var endast fyra bebyggda. Tre bönder tvangs flytta sina gårdar vid skiftet, och kvarboende blev endast dagens Drejaregården. Idag (2011) är jordbruken sammanslagna med andra gårdar.
Lustorp #4 med jordeboksnamnet Lars Bengtsgård (kallas vanligen Hiabjär), ett helt mantal kronohemman senare förmedlat till ett halvt, fanns inte från början , utan är tillkommen med anledning av ett skrivfel i jordeboken. Att denna gård aldrig funnits bevisades genom domstolsutslag redan under 1600-talets slut . Någon skrivare har av misstag fört in Lustorp #1 Lars Bengtsgård två gånger och sedan har det plötsligt av efterföljande skrivare förts två stycken Lustorp Lars Bengtsgård! Skrivaren som gjorde felet, korrigerade sig visserligen i nästa längd, men eftersom denna längd inte användes som underlag för efterföljande längder – utan man använde den ursprungliga felaktiga – blev felet aldrig uppmärksammat. Således togs hemmanet upp på frihet på felaktiga grunder, och sockenmännen i Köinge blev berövade på utmarker. Enligt husförhörslängden  var gården ett ödehemman på 50 år, skattefritt sedan 1822 . Även på ett flertal andra ställen kallas det ödehemman. I äldre kyrkoböcker kalls det stundom Ödehemmanet Domarp, men senare alltid Lustorp #4. Idag (2011) är alla hus borta och gården är sedan mycket länge sammanslagen med Älvasjöslätt i Lunnagård.

## Bebyggelsenamn
Endast ett par av de ursprungliga gårdarna tycks ha haft personliga namn, men de gamla torpen har haft bebyggelsenamn. Nedanstående förteckning gäller torp och backstugor som funnits fram till år 1900. För några händelser efter 1900 saknas idag (2011) sammanställda uppgifter.
- Allmänningen (cirka 1729 – efter år 1900). Ett torp.
- Drejaregården. En gård.
- Hiabjär (1822 - efter år 1900). En nedlagd gård.
- Kålarp (1854 – efter år 1900). Ett torp.
- Kålhagen. En gård.
- Larsagård. En gård.
- Mellbergstorpet (cirka 1840 – efter år 1900). Ett torp.
- Mossen (1778 – 1835). En backstuga.
- Näråsen (1813 – 1893). Ett torp.
- Nybygget (1823 – 1878). Ett torp.
- Ramsjöholm (1893 – efter år 1900). Ett torp.
- Åsarna (1790 – 1853). Ett torp.
- Öarna / Ljungsjöåsen / Ljungsjöberget / Ljungås (cirka 1823 – ). Ett torp, friköpt cirka 1900.
- Öarna (1867 – ). Ett torp friköpt 1869.
- Öen (1861 – 1867). Ett torp.

## Övrigt
De båda gårdarna i Lustorp #1 Larsagård är sammanbyggda till en dubbelgård som var bebodd ännu på 1930-talet. Den köptes 1940 av Hallands hembygdsförbund och flyttades 1959 till Katrinebergs folkhögskola utanför Vessigebro, där den kallas för Larsagården. Eftersom byggnaderna inte ändrats nämnvärt sedan mitten av 1700-talet, är den ett kulturhistoriskt minnesmärke av stort värde.
År 1751 blev den 20-årige drängen Olof Larsson i Lustorp #2 av Faurås häradsrätt dömd till döden för dråp på den 46-årige bonden Olof Bengtsson i Björka (se vidare i den artikeln).
Den unge man som tog upp bruket på Lustorp #4 gick allmänt under namnet Starke Böken efter sin födelsegård Böket i Källsjö socken. Han var vida känd för sin oerhörda styrka och hans namn var Johannes Jonsson. Han dog dock redan vid 31 års ålder år 1829.